# Brechmorhoga praecox
Brechmorhoga praecox är en trollsländeart. Brechmorhoga praecox ingår i släktet Brechmorhoga och familjen segeltrollsländor.

## Underarter
Arten delas in i följande underarter:
- B. p. postlobata
- B. p. praecox